# Kaustby folkmusikfestival

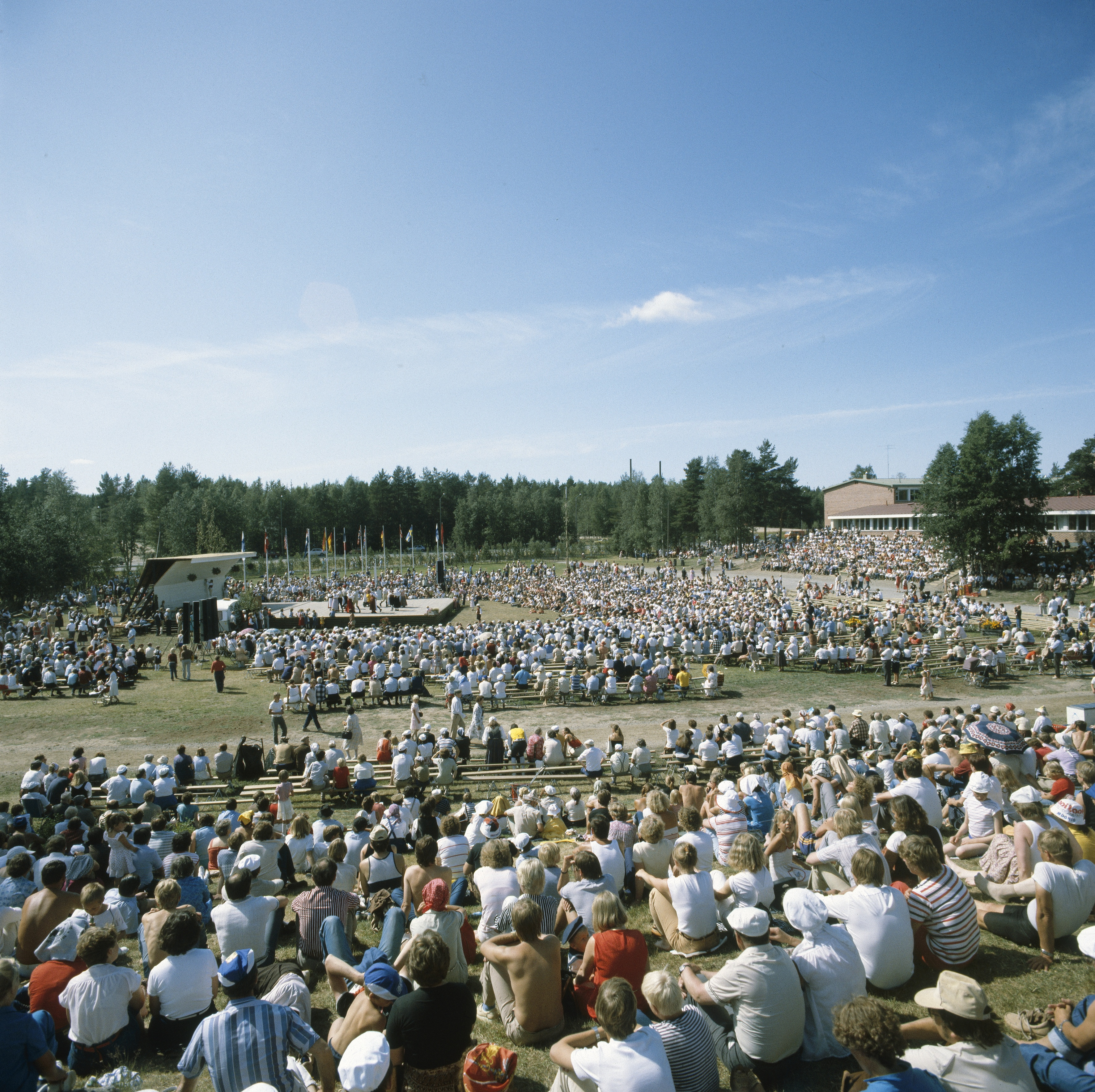
Stora scenen på en festival kring 1980.

Kaustby folkmusikfestival, officiellt Kaustinen Folk Music Festival, är en internationell festival för folkmusik som varje juli hålls i Kaustby i Finland, ungefär 50 kilometer öster om Karleby. Festivalen varar en dryg vecka.